# رسم البوخر
رسم البوخر بلدة سوريّة تتبع إداريّاً لمحافظة حلب منطقة منبج ناحية مسكنة، بلغ تعداد سكانها 1,060 نسمة حسب التعداد السكاني لعام 2004.